# 182 هـ
182 هـ هي سنة في التقويم الهجري امتدت مقابلةً في التقويم الميلادي بين سنتي 798 و799.

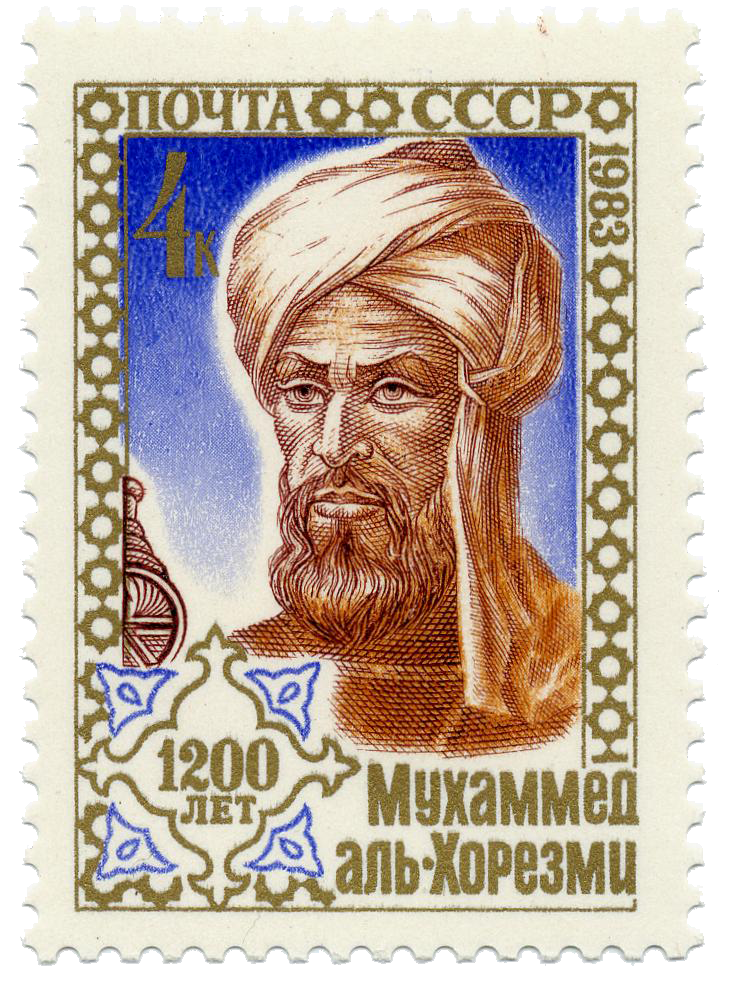
محمد بن موسى الخوارزمي

## مواليد
- محمد بن موسى الخوارزمي
- العجلي

## وفيات
- مروان بن أبي حفصة
- يزيد بن زريع
- يونس بن حبيب
- أبو يوسف
- أبو الهيذام المري